# Globicornis antoniae
Globicornis antoniae is een keversoort uit de familie spektorren (Dermestidae). De wetenschappelijke naam van de soort werd in 1884 gepubliceerd door Edmund Reitter.